# Torsten Hebel
Torsten Hebel (* 12. April 1965 in Bergneustadt) ist ein deutscher Moderator, Kabarettist, Schauspieler und Theologe.

## Werdegang
Hebel absolvierte Ausbildungen als Tischler, Schauspieler, am Theologischen Seminar Rheinland und im Bereich Medienkommunikation. Von Juni 2004 bis 2009 arbeitete er hauptamtlich beim Blauen Kreuz in Deutschland e. V. als Jugendreferent. Hebel war auch Initiator des sozial-kulturellen Projekts blu:boks BERLIN, welches er bis heute leitet. Unter anderem war er bei JesusHouse 2004, 2007, bei kickoff2006 und beim Christival 2008 einer der Moderatoren und Hauptredner. Außerdem trat er 2010 bei der Veranstaltung Jesus Lounge auf. Des Weiteren betätigt er sich regelmäßig als Kabarettist. Hebel beteiligte sich überdies an Sendungen auf Bibel TV.
Im Oktober 2015 erschien Hebels Buch Freischwimmer. Meine Geschichte von Sehnsucht, Glauben und dem großen, weiten Mehr im SCM-Verlag.

## Veröffentlichungen
- Torsten Hebel, Daniel Schneider: Freischwimmer: Meine Geschichte von Sehnsucht, Glauben und dem großen, weiten Mehr. SCM Hänssler, Witten 2015, ISBN 3-7751-5645-3.